# Und in dem Schneegebirge

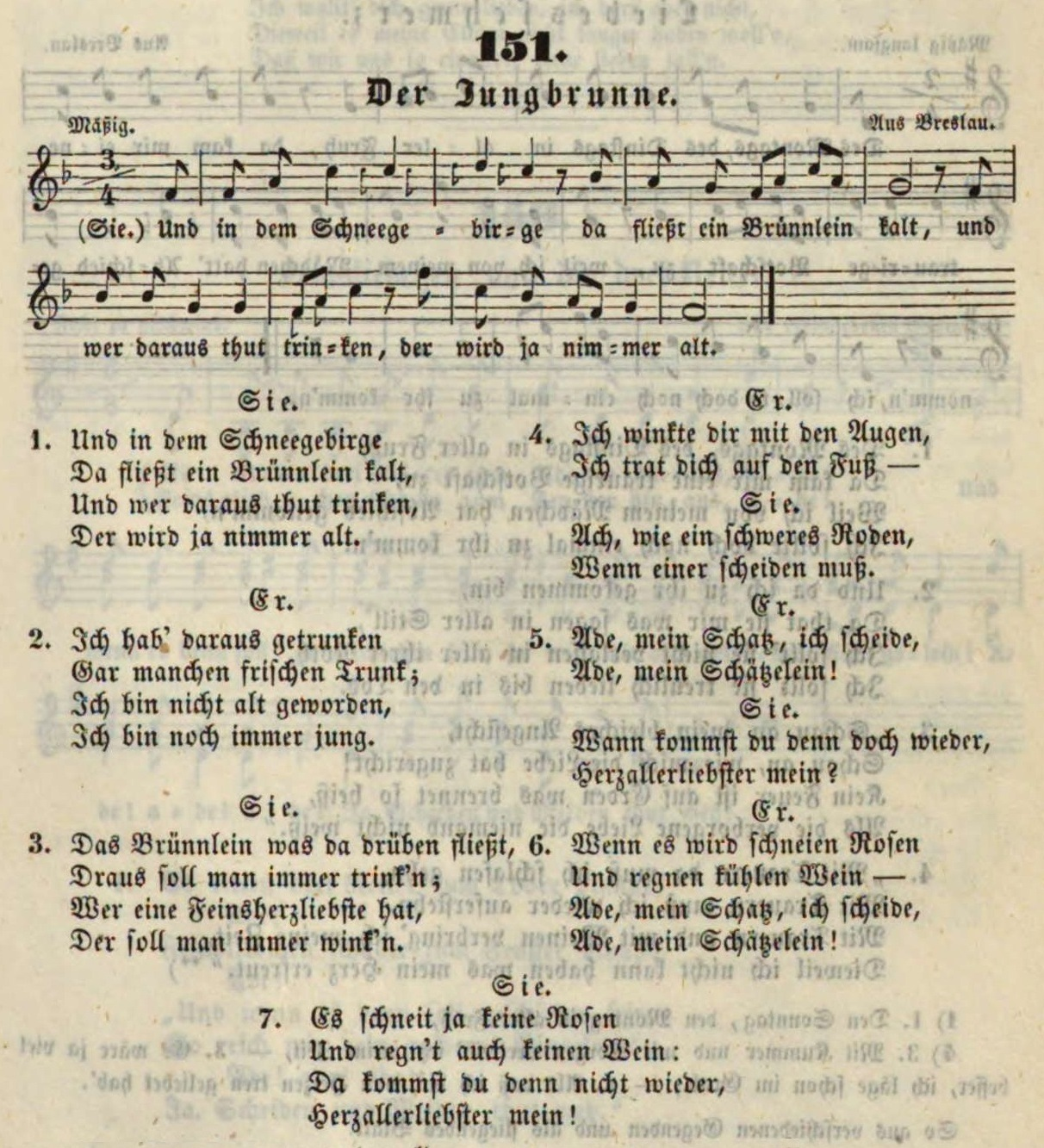
Und in dem Schneegebirge in der Sammlung Schlesische Volkslieder mit Melodien (1842)

Und in dem Schneegebirge ist ein schlesisches Volkslied, dessen Ursprünge bis ins 18. Jahrhundert zurückreichen, verschiedene ältere Fassungen sogar bis ins 16. Jahrhundert.

## Details
Eine gewisse Textgleichheit besteht mit dem deutschen Volkslied Wohl heute noch und morgen.
Besungen wird darin das Glatzer Schneegebirge, mit dem Brünnlein ist der Fluss March (tschechisch Morava) gemeint, der dem Land Mähren seinen Namen gegeben hat.

## Überlieferungsgeschichte
Die heute verbreitete Textfassung wurde 1842 von Hoffmann von Fallersleben in seiner Liedsammlung Schlesische Volkslieder mit Melodien veröffentlicht. Er arrangierte das Lied mit der Herkunftsangabe „Aus Breslau“ als Wechselgesang zwischen einem Mann und einer Frau. Der männliche Sänger verabschiedet sich und verspricht seine Wiederkehr zu unmöglichen Bedingungen, worauf die Frau die Endgültigkeit des Abschieds betont. Weite Verbreitung erfuhr das Lied durch die Jugendbewegung in den 1920er Jahren.

## Liedtext
Und in dem Schneegebirge

Da fließt ein Brünnlein kalt,

Und wer daraus thut trinken,

Der wird ja nimmer alt.

Ich hab’ daraus getrunken

Gar manchen frischen Trunk;

Ich bin nicht alt geworden,

Ich bin noch immer jung.

Das Brünnlein was da drüben fließt,

Draus soll man immer trink’n;

Wer eine Feinsherzliebste hat,

Der soll man immer wink’n.

Ich winkte dir mit den Augen,

Ich trat dich auf den Fuß –

Ach, wie ein schweres Roden,

Wenn einer scheiden muß.

Ade, mein Schatz, ich scheide,

Ade, mein Schätzelein!

Wann kommst du denn doch wieder,

Herzallerliebster mein?

Wenn es wird schneien Rosen

und regnen kühlen Wein –

Ade, mein Schatz, ich scheide,

Ade, mein Schätzelein!

Es schneit ja keine Rosen

Und regn’t auch keinen Wein:

Da kommst du denn nicht wieder,

Herzallerliebster mein!